# Cydista potosina
Cydista potosina es una especie de liana perteneciente a la familia Bignoniaceae. Algunos autores la consideran un sinónimo de Bignonia potosina. También conocida como anikab, y en maya como " k'an lool”” o  “”éek' k'iix il".

## Descripción
Bejuco trepador que mide entre  8 y 15  m. Posee una tallo  cuadrado color gris  que crece en climas semitropicales de México por lo que florece todo el año.
Tiene ramitas agudamente tetragonales con ángulos acostillados, glabros, pseudoestípulas diminutas, escamiformes. Hojas bifoliadas, con folíolos elípticos a elíptico-ovados, 3–13 cm de largo y 1.5–8 cm de ancho, ápice obtuso a acuminado, base redondeada, pulverulentos en el envés a lo largo de los nervios principales. Inflorescencia axilar o terminal, una cima de pocas flores o un racimo, glabra, flores generalmente blancas con manchas moradas dentro de la garganta y conspicuas hileras de néctar dentro del tubo, a veces blanco-amarillentas o blanco-rosadas; cáliz menudamente 5-denticulado, 4–7 mm de largo; corola 3–6 cm de largo. Cápsula oblonga, aplanada, la línea central elevada, 15–23 cm de largo y 3–3.5 cm de ancho, subleñosa, conspicuamente lepidota, con semillas aladas.

## Composición química
De acuerdo con el libro Las plantas medicinales de México. Tomo I, la composición química de la pulpa del fruto contiene:
- Agua higroscópica: 11.702 ml.
- Sales minerales: 1.213ml.

## Distribución y hábitat
Planta originaria de los trópicos de América y presente en clima cálido desde el nivel del mar hasta los 30 m de altitud. Está asociada a bosques tropicales subcaducifolio y perennifolio.
Está distribuido en la mayor parte de las zonas semihumedas de México y se encuentra en los estados de Oaxaca,  Yucatán, Chiapas, Puebla, Tabasco, San Luis Potosí y Veracruz o cualquier zona ubicada en la latitud 16.36667 y longitud -95.31667.

## Propiedades
El uso medicinal que de esta especie se conoce, en Yucatán y Quintana Roo al sureste de la República Mexicana, es para las heridas en cuyo tratamiento se emplean las hojas. En Quintana Roo su extracto se indica en picaduras de arañas e insectos (Quintana Roo); la infusión de las mismas tomada como agua de tiempo se usa para aliviar la disentería. Aparte de utilizar las hojas en heridas hay quienes para este mismo padecimiento emplean la corteza seca y raspada, que se coloca localmente.

## Taxonomía
Cydista potosina  fue descrita por (K.Schum. & Loes.) Loes.  y publicado en Repertorium Specierum Novarum Regni Vegetabilis 16(456–461): 209–210. 1919.
Sinonimia
- Arrabidaea potosina K.Schum. & Loes.
- Clytostoma mayanum Standl.
- Bignonia potosina (K.Schum. & Loes.) L.G.Lohmann[4]